# 花山節
花山節（かざんせつ、中国語: 苗族花山节）は、別名「踏花祭」、「ミャオ族歌垣祭り」などとも呼ばれ、中華人民共和国雲南省に住むミャオ族が行っている、伝統的な歌垣を中心とした行事である。若者が愛を表現する機会であり、また中高年が互いを祝福する機会でもある。

## 日程
ミャオ族は雲南省のさまざまな地域に住んでいるため、祭りの日付は異なる。雲南省の南部では旧暦の1月、東北部や中部では旧暦の5月5日に行われる。

## 祭り
祭りは参加者の乾杯で始まり、銅鑼や太鼓が爆竹や銃声とともに打ち鳴らされる。人々は葦笛の音楽に合わせて歌い踊り、夜通し楽しむ。

## 歴史
伝説によると、古代ミャオ族の祖先は異国との戦いに敗れて逃れて、深い悲しみに陥ったという。1年後、彼らの祖先の幻影が絶望しないよう彼らに助言し、山に行って歌い踊るよう勧めた。その時、空から一輪の花が降ってきて一本の木に止まった。ミャオ族はその木の周りで歌い踊った。ミャオ族は農作物がよく育ったのはこの儀式のおかげだと考え、その後もこの儀式を続けた。それ以来、参加者は皆、最高の衣装を身にまとい、山に向かい花を植える。それを祝って、闘牛、獅子舞、棒登りなどの行事が行われる。棒登り競技はミャオ族にとって特に重要で、優勝した者には豚の頭と美酒が贈られる。
2014年、この祭りは国務院の認可を受け、民俗風習の一種として国家級無形文化遺産第4陣に登録された。